# Linnaemya majae
Linnaemya majae là một loài ruồi trong họ Tachinidae.